# Дуанши
Дуанши́ (каз. Дуаншы) — село у складі Актогайського району Карагандинської області Казахстану. Входить до складу Карабулацького сільського округу.
Населення — 15 осіб (2021; 52 у 2009, 64 у 1999, 246 у 1989).
Національний склад станом на 1989 рік:
- казахи — 78 %.